# Rudolf Burkhardt

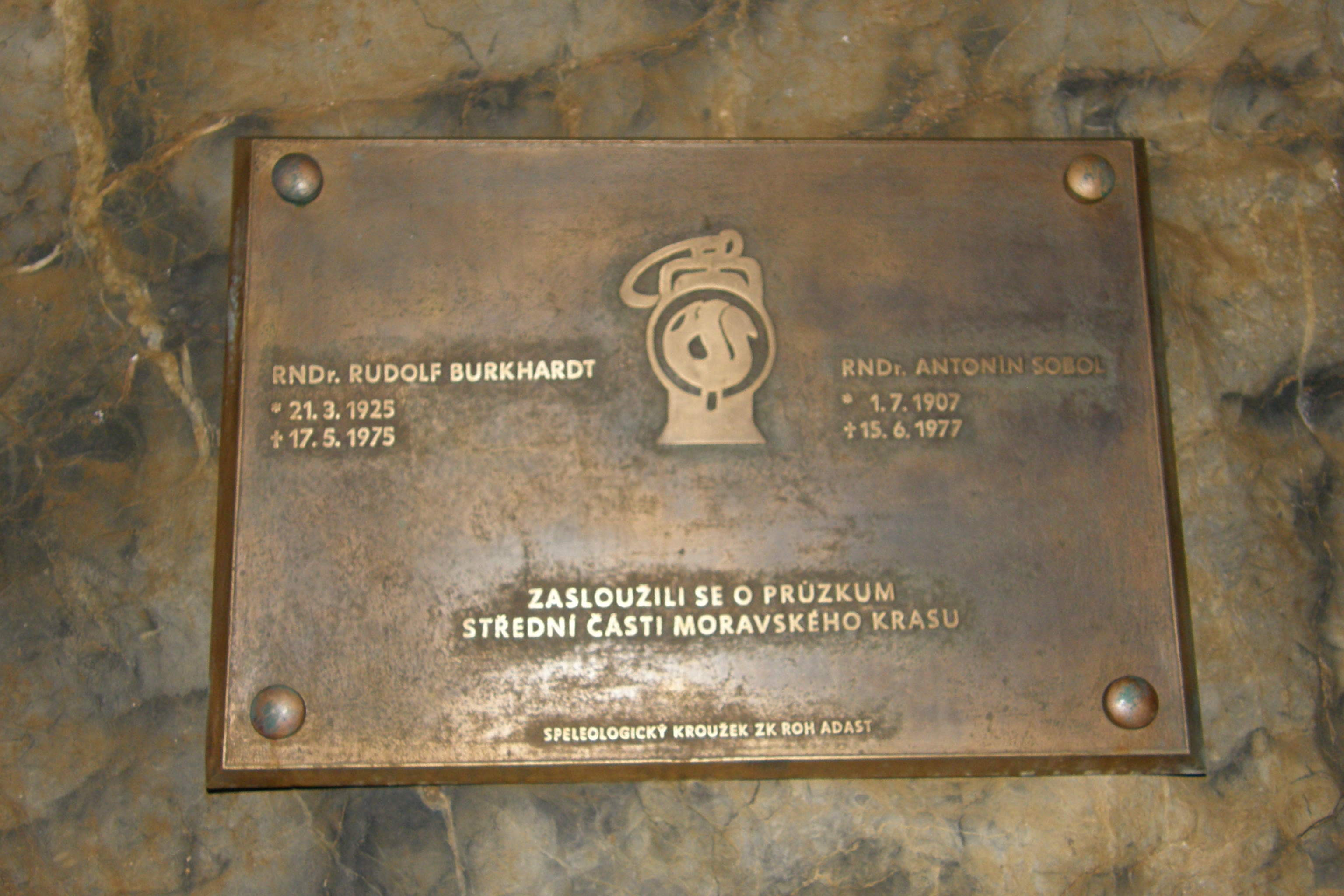
Pamětní deska umístěná v jeskyni Býčí skála připomínající Rudolfa Burkhardta a Antonína Sobola jako ty, kteří se zasloužili o výzkum střední části Moravského krasu

Rudolf Burkhardt (21. března 1925 Brno – 17. května 1975) byl český speleolog, geolog, petrograf, hydrogeolog, metodik a v letech 1968–1975 přednosta oddělení pro výzkum krasu Moravského muzea v Brně.

## Život
Rudolf se narodil do rodiny dělníků, v době první republiky byl jeho otec několik let bez zaměstnání. Rodina byla nucena žít v brněnské kolonii Písečník. Ve školních letech navštěvoval reálné gymnázium, které však nedokončil. V roce 1940 musel v kvartě studia zanechat, poté byl nucen přejít na dvouletou obchodní školu. Od prosince 1942 nastoupil jako úředník ve firmě Foit a Paiker v Brně.
U této firmy zůstal do roku 1948. Poté nastoupil v Čs. stavebních závodech jako referent. Roku 1952 absolvoval kurz naftové geologie, díky čemuž mohl nastoupit do nového zaměstnání v Ústavu pro naftový výzkum. V roce 1960 dálkově odmaturoval na střední škole, o šest let později také dálkově ukončil promocí studium na Univerzitě J. E. Purkyně v oboru geologie. Roku 1969 mu byl udělen doktorát přírodních věd.
1. srpna 1968 nastoupil jako přednosta oddělení pro výzkum krasu Moravského muzea.

## Další práce
Rudolf Burkhardt má na svém kontě přes 220 publikovaných prací a článků, a několik rozpracovaných děl. Výzkumné práce započal již ve svých 16 letech jako amatér. Velkou pozornost věnoval především střední části Moravského krasu, ve kterých společně s kolegy nalezli mnoho nových jeskynních prostorů. V roce 1945 stál při založení Českého speleologického klubu pro zemi Moravskoslezskou v Brně, také byl členem Speleologického klubu pro znovuzpřístupnění jeskyně Nová Býčí skála.
Také byl nápomocný při zakládání speleologických kroužků v Adamově při Adamovských strojírnách a Blansku při ČKD Blansko.